# 弗兰克·敦德尔
弗兰克·敦德尔（德語：Frank Dundr，1957年1月25日—），德国男子赛艇运动员。他曾代表东德参加1980年夏季奥林匹克运动会赛艇比赛，联同卡斯滕·邦克、乌韦·黑普纳和马丁·温特获得男子四人双桨金牌。